# CL Bay 11a

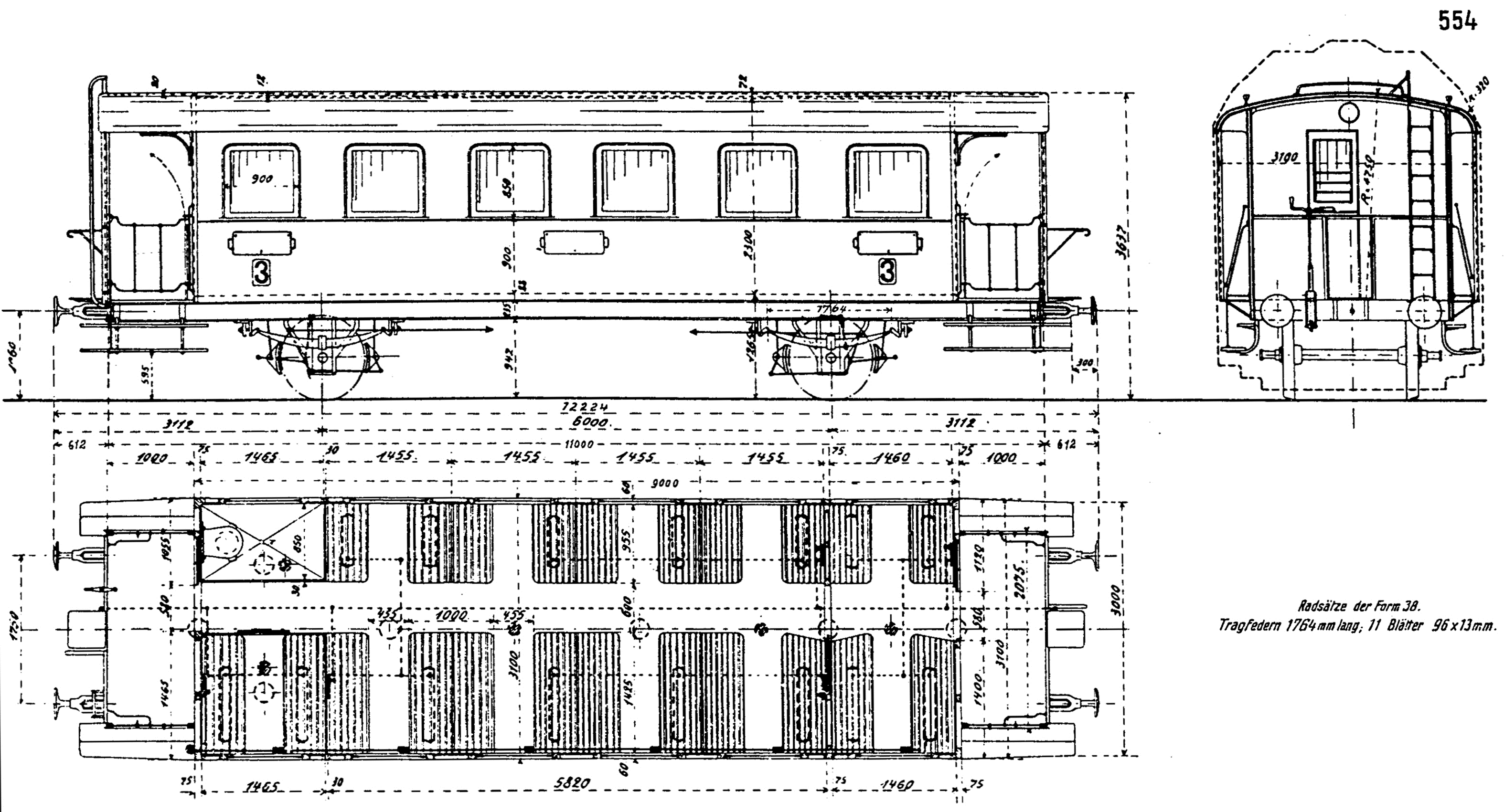
Zeichnung zu CL Bay 11a

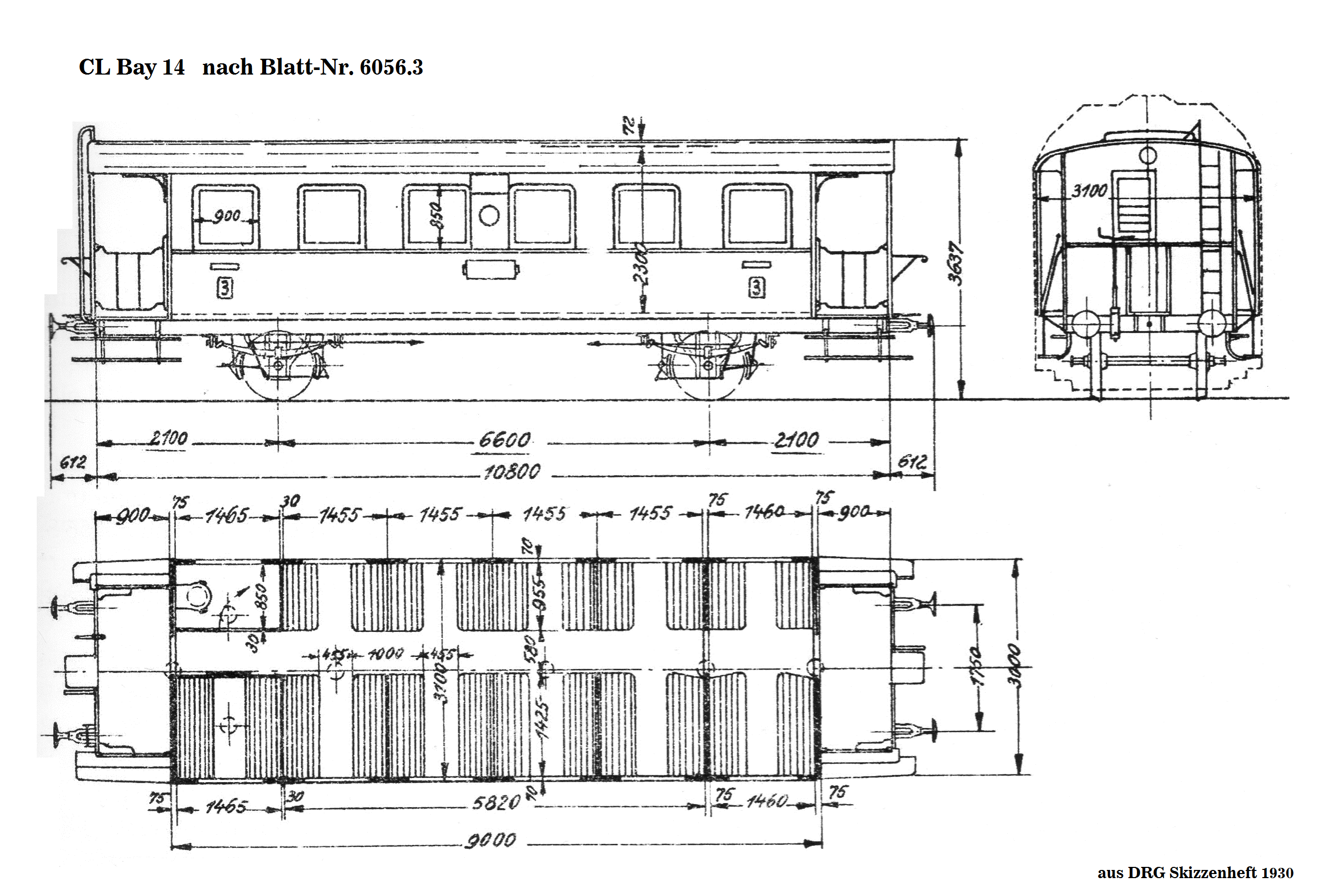
Zeichnung zu CL Bay 14a

Bei den Bayerischen CL Bay 11a bzw. CL Bay 14a handelte es sich um Durchgangswagen für den Lokalbahnverkehr. Sie wurden im Wagenstandsverzeichnis der Königlich Bayerischen Staatseisenbahnen (K.Bay.Sts.B.) von 1913 unter der Blatt-Nr. 554 bzw. für den CL Bay 14II im Skizzenheft der DR unter der Blatt-Nr. 6056.3 geführt.

## Entwicklung
Mit dem größer werdenden Streckennetz an Lokalbahnen einher ging der Bedarf an passenden Wagen für den lokalen Personen-Nahverkehr. Zwischen 1909 und 1929 wurden Wagen beschafft, die schon Merkmale der normalen Personenwagen für Vollbahnen aufwiesen. Im Unterschied zu anderen Lokalbahnwagen waren diese für den Militärtransport geeignet.

## Beschaffung
Insgesamt wurden in dem Zeitraum zwischen 1909 und 1929 411 Wagen in den Gattungen BL, BCL, CL, DL und PPostL beschafft. Diese hatten alle einen einheitlichen Grundriss, offene Endplattformen mit Dixi-Gittern an den Aufstiegen und nur durch Bügel gesicherte Personalübergänge. Statt den bis dato gebräuchlichen Verbundfenstern wurden große Scheiben eingebaut. Von den Wagen nach Blatt 554 wurden zwischen 1911 und 1914 in insgesamt fünf Beschaffungslosen 36 Wagen bei den Firmen MAN in Nürnberg und Rathgeber in München beschafft.

## Verbleib
Der Verbleib von drei Wagen konnte nach Kriegsende 1945 nicht mehr geklärt werden. Von den gelieferten Fahrzeugen kamen die übrigen zur Deutschen Bundesbahn, wo sie bis 1962 ausgemustert wurden.

## Konstruktive Merkmale

### Untergestell
Der Rahmen der Wagen war komplett aus Profileisen aufgebaut und genietet. Die äußeren Längsträger hatten U-Form mit nach außen gerichteten Flanschen. Die Querträger waren ebenfalls aus U-Profilen und nicht gekröpft. Als Zugeinrichtung hatten die Wagen Schraubenkupplungen nach VDEV. Die Zugstange war durchgehend und mittig gefedert. Als Stoßeinrichtung besaßen die Wagen geschlitzte Korbpuffer mit einer Einbaulänge von 650 Millimetern, die Pufferteller hatten einen Durchmesser von 370 Millimetern. Für die Wagen nach Blatt 6056.3 wurde die Plattform verkürzt, so dass sich eine geringere LüP ergab.

### Laufwerk
Die Wagen hatten genietete Fachwerkachshalter der Verbandsbauart. Gelagert waren die Achsen in Gleitachslagern. Die Räder hatten Speichenradkörper. Wegen des langen Radstandes von 6.000/6.600 Millimetern kamen Vereinslenkachsen zum Einsatz.
Neben einer Handspindelbremse, welche sich auf einer der Plattformen am Wagenende befand, hatten die Wagen auch Druckluftbremsen des Systems Westinghouse.

### Wagenkasten
Der Rahmen des Wagenkastens bestand aus hölzernen Ständerwerk. Dies war außen mit Blechen und innen mit Holz verkleidet. Die Stöße der Bleche wurden durch Deckleisten abgedeckt. Das Dach war flach gerundet und über die offenen Endplattformen hinausgezogen. Die Wagen besaßen Auftritte in der Bauart der Vollbahnwagen und nicht mehr die klappbaren Lokalbahnauftritte.

### Ausstattung
Der Wagentyp führte ausschließlich die 3. Klasse und hatte insgesamt 56 Sitzplätze und einen Abort. Das Abteil gegenüber dem Abort war mit einer verschließbaren Türe zum Mittelgang abgetrennt und diente als Schubabteil für Gefangenentransporte. Alternativ wurde es als Dienstabteil genutzt. Für die beiden Endplattformen waren insgesamt 20 Stehplätze ausgewiesen. Bei den Wagen nach Blatt 6056.3 wurden die Endplattformen von 1.000 mm auf 900 mm verkürzt.
Die Beleuchtung erfolgte durch Petroleumlampen. Die Beheizung erfolgte über Dampf. Belüftet wurden die Wagen durch statische Dachlüfter sowie durch versenkbare Fenster.

## Wagennummern
| 1911                 | MAN                  | 20 807               |                       | 9 321 Reg             | 9 875 Reg | | 12/1958 | | Pl, Wsbr | 2 | V | P | D | 1 | | | 56 | | | | | |
| 1911                 | MAN                  | 20 808               |                       | 9 141 Lu              | 9 884 Lu | | 05/1958 | | Pl, Wsbr | 2 | V | P | D | 1 | | | 56 | | | | | |
| 1911                 | MAN                  | 20 809               |                       | 9 247 Wür             | 9 871 Wür | | 10/1961 | | Pl, Wsbr | 2 | V | P | D | 1 | | | 56 | | | | | |
| 1911                 | MAN                  | 20 810               |                       | 9 322 Reg             | 9 876 Reg | | 09/1961 | | Pl, Wsbr | 2 | V | P | D | 1 | | | 56 | | | | | |
| 1911                 | MAN                  | 20 811               |                       | 9 323 Reg             | 9 877 Reg | | 12/1959 | | Pl, Wsbr | 2 | V | P | D | 1 | | | 56 | | | | | |
| 1911                 | MAN                  | 20 812               |                       | 9 324 Reg             | 9 878 Reg | | 08/1956 | | Pl, Wsbr | 2 | V | P | D | 1 | | | 56 | | | | | |
| 1911                 | MAN                  | 20 813               |                       | 9 298 Mü              | 9 861 Mü | | 12/1956 | | Pl, Wsbr | 2 | V | P | D | 1 | | | 56 | | | | | |
| 1911                 | MAN                  | 20 814 Lu            |                       | 9 137 Lu              | 9 885 Mz | | 10/1954 | | Pl, Wsbr | 2 | V | P | D | 1 | zur ehem. Pfalzbahn, dort Blatt 211 | | 56 | | | | | |
| 1911                 | MAN                  | 20 815 Lu            |                       | 9 138 Lu              | 9 886 Mz | | ??/1945 | | Pl, Wsbr | 2 | V | P | D | 1 | zur ehem. Pfalzbahn, dort Blatt 211 | | 56 | | | | | |
| 1911                 | MAN                  | 20 816 Lu            |                       | 9 139 Lu              | 9 887 Mz | | 02/1954 | | Pl, Wsbr | 2 | V | P | D | 1 | zur ehem. Pfalzbahn, dort Blatt 211 | | 56 | | | | | |
| 1911                 | MAN                  | 20 817 Lu            |                       | 9 140 Lu              | 9 888 Mz | | 02/1954 | | Pl, Wsbr | 2 | V | P | D | 1 | zur ehem. Pfalzbahn, dort Blatt 211 | | 56 | | | | | |
| 1912                 | Rathgeber            | 20 818 Wü            |                       | 9 248 Wür             | 9 904 Nür | | 02/1958 | | Pl, Wsbr | 2 | V | P | D | 1 | | | 56 | | | | | |
| 1912                 | Rathgeber            | 20 819 Wü            |                       | 9 249 Wür             | 9 905 Nür | | 07/1948 | | Pl, Wsbr | 2 | V | P | D | 1 | Altschadwagen | | 56 | | | | | |
| 1912                 | Rathgeber            | 20 820 Wü            |                       | 9 250 Wür             | 9 906 Nür | | 12/1961 | | Pl, Wsbr | 2 | V | P | D | 1 | | | 56 | | | | | |
| 1912                 | Rathgeber            | 20 821 Wü            |                       | 9 251 Wür             | 9 907 Nür | | ??/1945 | | Pl, Wsbr | 2 | V | P | D | 1 | | | 56 | | | | | |
| 1912                 | Rathgeber            | 20 822 Wü            |                       | 9 252 Wür             | 9 908 Nür | | 08/1957 | | Pl, Wsbr | 2 | V | P | D | 1 | | | 56 | | | | | |
| 1912                 | Rathgeber            | 20 823 Wü            |                       | 9 253 Wür             | 9 909 Nür | | 06/1956 | | Pl, Wsbr | 2 | V | P | D | 1 | | | 56 | | | | | |
| 1912                 | MAN                  | 20 824 Wü            |                       | 9 254 Wür             | 9 910 Nür | | 10/1951 | | Pl, Wsbr | 2 | V | P | D | 1 | | | 56 | | | Altschadwagen | | |
| 1912                 | MAN                  | 20 825 Wü            |                       | 9 255 Wür             | 9 911 Nür | | 04/1959 | | Pl, Wsbr | 2 | V | P | D | 1 | | | 56 | | | | | |
| 1912                 | Rathgeber            | 20 826 Mü            |                       | 9 299 Mü              | 9 900 Mü | | 04/1960 | | Pl, Wsbr | 2 | V | P | D | 1 | | | 56 | | | | | |
| 1912                 | Rathgeber            | 20 827 Mü            |                       | 9 300 Mü              | 9 901 Mü | | 04/1959 | | Pl, Wsbr | 2 | V | P | D | 1 | | | 56 | | | | | |
| 1912                 | Rathgeber            | 20 828 Mü            |                       | 9 301 Mü              | 9 902 Mü | | 10/1958 | | Pl, Wsbr | 2 | V | P | D | 1 | | | 56 | | | | | |
| 1912                 | Rathgeber            | 20 829 Mü            |                       | 9 302 Mü              | 9 903 Mü | | 01/1954 | | Pl, Wsbr | 2 | V | P | D | 1 | | | 56 | | | | | |
| 1912                 | Rathgeber            | 20 830 Au            |                       | 9 247 Au              | 9 899 Au | | 12/1954 | | Pl, Wsbr | 2 | V | P | D | 1 | | | 56 | | | | | |
| Blatt-Nr. 6056.3     | Blatt-Nr. 6056.3     | CL                   |                       | CL Bay 14a            | CL Bay 14a | | | | (siehe Legende) | | | (siehe Legende) | (siehe Legende) | | 1. | 2. | 3. | 4. | (siehe Legende) | | | |
| 1914                 | MAN                  | 20 847 Mü            |                       | 9 303 Mü              | 9 949 Mü | | 05/1960 | | Pl, Wsbr | 2 | V | P | D | 1 | | | 56 | | | | | |
| 1914                 | MAN                  | 20 848 Mü            |                       | 9 304 Mü              | 9 950 Mü | | 10/1954 | | Pl, Wsbr | 2 | V | P | D | 1 | | | 56 | | | | | |
| 1914                 | MAN                  | 20 849 Re            |                       | 9 823 Reg             | 9 977 Reg | | 06/1959 | | Pl, Wsbr | 2 | V | P | D | 1 | | | 56 | | | | | |
| 1914                 | MAN                  | 20 850 Nü            |                       | 9 369 Nür             | 9 964 Nür | | 03/1958 | | Pl, Wsbr | 2 | V | P | D | 1 | | | 56 | | | | | |
| 1914                 | MAN                  | 20 851 Nü            |                       | 9 370 Nür             | 9 965 Nür | | 02/1961 | | Pl, Wsbr | 2 | V | P | D | 1 | | | 56 | | | | | |
| 1914                 | MAN                  | 20 8521 Nü           |                       | 9 371 Nür             | 9 966 Nür | | 08/1960 | | Pl, Wsbr | 2 | V | P | D | 1 | | | 56 | | | | | |
| 1914                 | MAN                  | 20 853 Au            |                       | 9 248 Au              | 9 947 Au | | 03/1956 | | Pl, Wsbr | 2 | V | P | D | 1 | | | 56 | | | | | |
| 1914                 | MAN                  | 20 854 Au            |                       | 9 249 Au              | 9 948 Au | | 11/1951 | | Pl, Wsbr | 2 | V | P | D | 1 | Altschadwagen | | 56 | | | | | |
| 1914                 | MAN                  | 20 855 Nü            |                       | 9 329 Reg             | 9 978 Reg | | 04/1956 | | Pl, Wsbr | 2 | V | P | D | 1 | | | 56 | | | | | |
| 1914                 | MAN                  | 20 856 Re            |                       | 9 372 Wür             | 9 979 Reg | | ??/1945 | | Pl, Wsbr | 2 | V | P | D | 1 | | | 56 | | | | | |
| 1914                 | MAN                  | 20 857 Re            |                       | 9 330 Reg             | 9 980 Reg | | 09/1954 | | Pl, Wsbr | 2 | V | P | D | 1 | | | 56 | | | | | |
| 1914                 | MAN                  | 20 858 Re            |                       | 9 331 Reg             | 9 981 Reg | | 02/1962 | | Pl, Wsbr | 2 | V | P | D | 1 | | | 56 | | | | | |
| Legende Bremsen      | Legende Bremsen      | Legende Bremsen      | Handbremstypen        | Handbremstypen        | BrH = Bremserhaus, Pl = Handbremse auf Plattform, Fsbr = Freisitzbremse | BrH = Bremserhaus, Pl = Handbremse auf Plattform, Fsbr = Freisitzbremse | BrH = Bremserhaus, Pl = Handbremse auf Plattform, Fsbr = Freisitzbremse | BrH = Bremserhaus, Pl = Handbremse auf Plattform, Fsbr = Freisitzbremse | BrH = Bremserhaus, Pl = Handbremse auf Plattform, Fsbr = Freisitzbremse | BrH = Bremserhaus, Pl = Handbremse auf Plattform, Fsbr = Freisitzbremse | BrH = Bremserhaus, Pl = Handbremse auf Plattform, Fsbr = Freisitzbremse | BrH = Bremserhaus, Pl = Handbremse auf Plattform, Fsbr = Freisitzbremse | BrH = Bremserhaus, Pl = Handbremse auf Plattform, Fsbr = Freisitzbremse | BrH = Bremserhaus, Pl = Handbremse auf Plattform, Fsbr = Freisitzbremse | BrH = Bremserhaus, Pl = Handbremse auf Plattform, Fsbr = Freisitzbremse | BrH = Bremserhaus, Pl = Handbremse auf Plattform, Fsbr = Freisitzbremse | BrH = Bremserhaus, Pl = Handbremse auf Plattform, Fsbr = Freisitzbremse | BrH = Bremserhaus, Pl = Handbremse auf Plattform, Fsbr = Freisitzbremse | BrH = Bremserhaus, Pl = Handbremse auf Plattform, Fsbr = Freisitzbremse | BrH = Bremserhaus, Pl = Handbremse auf Plattform, Fsbr = Freisitzbremse | BrH = Bremserhaus, Pl = Handbremse auf Plattform, Fsbr = Freisitzbremse | BrH = Bremserhaus, Pl = Handbremse auf Plattform, Fsbr = Freisitzbremse |
|                      |                      |                      | Druckluftbremsen      | Druckluftbremsen      | Hnbr = Henri-Bremse, Hsbr = Henri-Schnellbremse, Kp. = Knorr-Bremse, Sbr. = Schleifer-Bremse, Ssbr = Schleifer-Schnellbremse, Wbr = Westinghouse-Bremse, Wsbr = Westinghouse-Schnellbremse | Hnbr = Henri-Bremse, Hsbr = Henri-Schnellbremse, Kp. = Knorr-Bremse, Sbr. = Schleifer-Bremse, Ssbr = Schleifer-Schnellbremse, Wbr = Westinghouse-Bremse, Wsbr = Westinghouse-Schnellbremse | Hnbr = Henri-Bremse, Hsbr = Henri-Schnellbremse, Kp. = Knorr-Bremse, Sbr. = Schleifer-Bremse, Ssbr = Schleifer-Schnellbremse, Wbr = Westinghouse-Bremse, Wsbr = Westinghouse-Schnellbremse | Hnbr = Henri-Bremse, Hsbr = Henri-Schnellbremse, Kp. = Knorr-Bremse, Sbr. = Schleifer-Bremse, Ssbr = Schleifer-Schnellbremse, Wbr = Westinghouse-Bremse, Wsbr = Westinghouse-Schnellbremse | Hnbr = Henri-Bremse, Hsbr = Henri-Schnellbremse, Kp. = Knorr-Bremse, Sbr. = Schleifer-Bremse, Ssbr = Schleifer-Schnellbremse, Wbr = Westinghouse-Bremse, Wsbr = Westinghouse-Schnellbremse | Hnbr = Henri-Bremse, Hsbr = Henri-Schnellbremse, Kp. = Knorr-Bremse, Sbr. = Schleifer-Bremse, Ssbr = Schleifer-Schnellbremse, Wbr = Westinghouse-Bremse, Wsbr = Westinghouse-Schnellbremse | Hnbr = Henri-Bremse, Hsbr = Henri-Schnellbremse, Kp. = Knorr-Bremse, Sbr. = Schleifer-Bremse, Ssbr = Schleifer-Schnellbremse, Wbr = Westinghouse-Bremse, Wsbr = Westinghouse-Schnellbremse | Hnbr = Henri-Bremse, Hsbr = Henri-Schnellbremse, Kp. = Knorr-Bremse, Sbr. = Schleifer-Bremse, Ssbr = Schleifer-Schnellbremse, Wbr = Westinghouse-Bremse, Wsbr = Westinghouse-Schnellbremse | Hnbr = Henri-Bremse, Hsbr = Henri-Schnellbremse, Kp. = Knorr-Bremse, Sbr. = Schleifer-Bremse, Ssbr = Schleifer-Schnellbremse, Wbr = Westinghouse-Bremse, Wsbr = Westinghouse-Schnellbremse | Hnbr = Henri-Bremse, Hsbr = Henri-Schnellbremse, Kp. = Knorr-Bremse, Sbr. = Schleifer-Bremse, Ssbr = Schleifer-Schnellbremse, Wbr = Westinghouse-Bremse, Wsbr = Westinghouse-Schnellbremse | Hnbr = Henri-Bremse, Hsbr = Henri-Schnellbremse, Kp. = Knorr-Bremse, Sbr. = Schleifer-Bremse, Ssbr = Schleifer-Schnellbremse, Wbr = Westinghouse-Bremse, Wsbr = Westinghouse-Schnellbremse | Hnbr = Henri-Bremse, Hsbr = Henri-Schnellbremse, Kp. = Knorr-Bremse, Sbr. = Schleifer-Bremse, Ssbr = Schleifer-Schnellbremse, Wbr = Westinghouse-Bremse, Wsbr = Westinghouse-Schnellbremse | Hnbr = Henri-Bremse, Hsbr = Henri-Schnellbremse, Kp. = Knorr-Bremse, Sbr. = Schleifer-Bremse, Ssbr = Schleifer-Schnellbremse, Wbr = Westinghouse-Bremse, Wsbr = Westinghouse-Schnellbremse | Hnbr = Henri-Bremse, Hsbr = Henri-Schnellbremse, Kp. = Knorr-Bremse, Sbr. = Schleifer-Bremse, Ssbr = Schleifer-Schnellbremse, Wbr = Westinghouse-Bremse, Wsbr = Westinghouse-Schnellbremse | Hnbr = Henri-Bremse, Hsbr = Henri-Schnellbremse, Kp. = Knorr-Bremse, Sbr. = Schleifer-Bremse, Ssbr = Schleifer-Schnellbremse, Wbr = Westinghouse-Bremse, Wsbr = Westinghouse-Schnellbremse | Hnbr = Henri-Bremse, Hsbr = Henri-Schnellbremse, Kp. = Knorr-Bremse, Sbr. = Schleifer-Bremse, Ssbr = Schleifer-Schnellbremse, Wbr = Westinghouse-Bremse, Wsbr = Westinghouse-Schnellbremse | Hnbr = Henri-Bremse, Hsbr = Henri-Schnellbremse, Kp. = Knorr-Bremse, Sbr. = Schleifer-Bremse, Ssbr = Schleifer-Schnellbremse, Wbr = Westinghouse-Bremse, Wsbr = Westinghouse-Schnellbremse | Hnbr = Henri-Bremse, Hsbr = Henri-Schnellbremse, Kp. = Knorr-Bremse, Sbr. = Schleifer-Bremse, Ssbr = Schleifer-Schnellbremse, Wbr = Westinghouse-Bremse, Wsbr = Westinghouse-Schnellbremse |
|                      |                      |                      | Saugluftbremsen       | Saugluftbremsen       | Hbr = Hardy-Bremse, Ahbr = Autom. Hardy-Vacuumbremse | Hbr = Hardy-Bremse, Ahbr = Autom. Hardy-Vacuumbremse | Hbr = Hardy-Bremse, Ahbr = Autom. Hardy-Vacuumbremse | Hbr = Hardy-Bremse, Ahbr = Autom. Hardy-Vacuumbremse | Hbr = Hardy-Bremse, Ahbr = Autom. Hardy-Vacuumbremse | Hbr = Hardy-Bremse, Ahbr = Autom. Hardy-Vacuumbremse | Hbr = Hardy-Bremse, Ahbr = Autom. Hardy-Vacuumbremse | Hbr = Hardy-Bremse, Ahbr = Autom. Hardy-Vacuumbremse | Hbr = Hardy-Bremse, Ahbr = Autom. Hardy-Vacuumbremse | Hbr = Hardy-Bremse, Ahbr = Autom. Hardy-Vacuumbremse | Hbr = Hardy-Bremse, Ahbr = Autom. Hardy-Vacuumbremse | Hbr = Hardy-Bremse, Ahbr = Autom. Hardy-Vacuumbremse | Hbr = Hardy-Bremse, Ahbr = Autom. Hardy-Vacuumbremse | Hbr = Hardy-Bremse, Ahbr = Autom. Hardy-Vacuumbremse | Hbr = Hardy-Bremse, Ahbr = Autom. Hardy-Vacuumbremse | Hbr = Hardy-Bremse, Ahbr = Autom. Hardy-Vacuumbremse | Hbr = Hardy-Bremse, Ahbr = Autom. Hardy-Vacuumbremse | Hbr = Hardy-Bremse, Ahbr = Autom. Hardy-Vacuumbremse |
| Legende BL           | Legende BL           | Legende BL           | Arten der Beleuchtung | Arten der Beleuchtung | P = Petroleumleuchte, G = Gasleuchte, Gg = Gas-Glühleuchte, El = elektrische Beleuchtung                                                                                                   | P = Petroleumleuchte, G = Gasleuchte, Gg = Gas-Glühleuchte, El = elektrische Beleuchtung                                                                                                   | P = Petroleumleuchte, G = Gasleuchte, Gg = Gas-Glühleuchte, El = elektrische Beleuchtung                                                                                                   | P = Petroleumleuchte, G = Gasleuchte, Gg = Gas-Glühleuchte, El = elektrische Beleuchtung                                                                                                   | P = Petroleumleuchte, G = Gasleuchte, Gg = Gas-Glühleuchte, El = elektrische Beleuchtung                                                                                                   | P = Petroleumleuchte, G = Gasleuchte, Gg = Gas-Glühleuchte, El = elektrische Beleuchtung                                                                                                   | P = Petroleumleuchte, G = Gasleuchte, Gg = Gas-Glühleuchte, El = elektrische Beleuchtung                                                                                                   | P = Petroleumleuchte, G = Gasleuchte, Gg = Gas-Glühleuchte, El = elektrische Beleuchtung                                                                                                   | P = Petroleumleuchte, G = Gasleuchte, Gg = Gas-Glühleuchte, El = elektrische Beleuchtung                                                                                                   | P = Petroleumleuchte, G = Gasleuchte, Gg = Gas-Glühleuchte, El = elektrische Beleuchtung                                                                                                   | P = Petroleumleuchte, G = Gasleuchte, Gg = Gas-Glühleuchte, El = elektrische Beleuchtung                                                                                                   | P = Petroleumleuchte, G = Gasleuchte, Gg = Gas-Glühleuchte, El = elektrische Beleuchtung                                                                                                   | P = Petroleumleuchte, G = Gasleuchte, Gg = Gas-Glühleuchte, El = elektrische Beleuchtung                                                                                                   | P = Petroleumleuchte, G = Gasleuchte, Gg = Gas-Glühleuchte, El = elektrische Beleuchtung                                                                                                   | P = Petroleumleuchte, G = Gasleuchte, Gg = Gas-Glühleuchte, El = elektrische Beleuchtung                                                                                                   | P = Petroleumleuchte, G = Gasleuchte, Gg = Gas-Glühleuchte, El = elektrische Beleuchtung                                                                                                   | P = Petroleumleuchte, G = Gasleuchte, Gg = Gas-Glühleuchte, El = elektrische Beleuchtung                                                                                                   | P = Petroleumleuchte, G = Gasleuchte, Gg = Gas-Glühleuchte, El = elektrische Beleuchtung                                                                                                   |
| Legende HZ           | Legende HZ           | Legende HZ           | Arten der Beheizung   | Arten der Beheizung   | O = Ofenheizung, D = Dampfheizung, Pr. = Presskohleheizung, L = nur Dampfleitung | O = Ofenheizung, D = Dampfheizung, Pr. = Presskohleheizung, L = nur Dampfleitung | O = Ofenheizung, D = Dampfheizung, Pr. = Presskohleheizung, L = nur Dampfleitung | O = Ofenheizung, D = Dampfheizung, Pr. = Presskohleheizung, L = nur Dampfleitung | O = Ofenheizung, D = Dampfheizung, Pr. = Presskohleheizung, L = nur Dampfleitung | O = Ofenheizung, D = Dampfheizung, Pr. = Presskohleheizung, L = nur Dampfleitung | O = Ofenheizung, D = Dampfheizung, Pr. = Presskohleheizung, L = nur Dampfleitung | O = Ofenheizung, D = Dampfheizung, Pr. = Presskohleheizung, L = nur Dampfleitung | O = Ofenheizung, D = Dampfheizung, Pr. = Presskohleheizung, L = nur Dampfleitung | O = Ofenheizung, D = Dampfheizung, Pr. = Presskohleheizung, L = nur Dampfleitung | O = Ofenheizung, D = Dampfheizung, Pr. = Presskohleheizung, L = nur Dampfleitung | O = Ofenheizung, D = Dampfheizung, Pr. = Presskohleheizung, L = nur Dampfleitung | O = Ofenheizung, D = Dampfheizung, Pr. = Presskohleheizung, L = nur Dampfleitung | O = Ofenheizung, D = Dampfheizung, Pr. = Presskohleheizung, L = nur Dampfleitung | O = Ofenheizung, D = Dampfheizung, Pr. = Presskohleheizung, L = nur Dampfleitung | O = Ofenheizung, D = Dampfheizung, Pr. = Presskohleheizung, L = nur Dampfleitung | O = Ofenheizung, D = Dampfheizung, Pr. = Presskohleheizung, L = nur Dampfleitung | O = Ofenheizung, D = Dampfheizung, Pr. = Presskohleheizung, L = nur Dampfleitung |
| Legende Signalhalter | Legende Signalhalter | Legende Signalhalter | zum Übergang nach     | zum Übergang nach     | AT = Österreich, IT = Italien, CH = Schweiz, FR = Frankreich, BE = Belgien | AT = Österreich, IT = Italien, CH = Schweiz, FR = Frankreich, BE = Belgien | AT = Österreich, IT = Italien, CH = Schweiz, FR = Frankreich, BE = Belgien | AT = Österreich, IT = Italien, CH = Schweiz, FR = Frankreich, BE = Belgien | AT = Österreich, IT = Italien, CH = Schweiz, FR = Frankreich, BE = Belgien | AT = Österreich, IT = Italien, CH = Schweiz, FR = Frankreich, BE = Belgien | AT = Österreich, IT = Italien, CH = Schweiz, FR = Frankreich, BE = Belgien | AT = Österreich, IT = Italien, CH = Schweiz, FR = Frankreich, BE = Belgien | AT = Österreich, IT = Italien, CH = Schweiz, FR = Frankreich, BE = Belgien | AT = Österreich, IT = Italien, CH = Schweiz, FR = Frankreich, BE = Belgien | AT = Österreich, IT = Italien, CH = Schweiz, FR = Frankreich, BE = Belgien | AT = Österreich, IT = Italien, CH = Schweiz, FR = Frankreich, BE = Belgien | AT = Österreich, IT = Italien, CH = Schweiz, FR = Frankreich, BE = Belgien | AT = Österreich, IT = Italien, CH = Schweiz, FR = Frankreich, BE = Belgien | AT = Österreich, IT = Italien, CH = Schweiz, FR = Frankreich, BE = Belgien | AT = Österreich, IT = Italien, CH = Schweiz, FR = Frankreich, BE = Belgien | AT = Österreich, IT = Italien, CH = Schweiz, FR = Frankreich, BE = Belgien | AT = Österreich, IT = Italien, CH = Schweiz, FR = Frankreich, BE = Belgien |